# Pratz (Jura)
Pratz is een plaats en voormalige gemeente in het Franse departement Jura in de regio Bourgogne-Franche-Comté en telt 554 inwoners (2004). De plaats maakt deel uit van het arrondissement Saint-Claude.

## Geschiedenis
Pratz is op 1 januari 2019 opgeheven en toegevoegd aan de gemeente Lavans-lès-Saint-Claude. 

## Geografie
De oppervlakte van Pratz bedraagt 9,9 km², de bevolkingsdichtheid is 56,0 inwoners per km².
De onderstaande kaart toont de ligging van Pratz (Jura) met de belangrijkste infrastructuur en aangrenzende gemeenten.

## Demografie
Onderstaande figuur toont het verloop van het inwonertal.